# Perfume (serie de televisión)
Perfume (en hangul, 퍼퓸; romanización revisada, Peopyoom) es una serie surcoreana protagonizada por Shin Sung-rok, Ko Won-hee, Cha Ye-ryun y Kim Min-kyu. Se estrenó el 3 de junio de 2019 en KBS2.

## Sinopsis
Min Jae-hee es un ama de casa de mediana edad, furiosa con el mundo debido a su apariencia y la aventura de su marido con una mujer más joven. Ella intenta suicidarse pero se detiene cuando recibe un perfume mágico de un repartidor que la hace joven y bonita después de usarlo. Comienza a trabajar como modelo con el nombre de Min Ye-rin y conoce a Seo Yi-do, un exitoso diseñador de modas con múltiples alergias y miedos.

## Elenco

### Principal
- Shin Sung-rok como Seo Yi-do[2]
- Ko Won-hee como Min Ye-rin[3]
- Cha Ye-ryun como Han Ji-na[4]
- Kim Min-kyu como Yoon Min-seok[5]

### Secundario
- Yeon Min-ji como Song Min-hee[6]
- Kim Jin-kyung como Kim Jin-Kyung (hija)[7]
- Jo Han-chul como Kim Tae-joon, el esposo de Jae-hee.
- Kim Ki-doo como Park Joon-yong, el asistente de Yi Do.
- Lee Han-wi como Cho Chun-oh, el presidente de la agencia de Yoon Min-seok.
- Park Joon-geum como Joo Hee-eun.[8]
- Kim Si-a como Min Jae-hee de niña.[9]

### Apariciones especiales
- Ha Jae-sook como Min Jae-hee[10]
- Cha Soon-bae como un juez "loco" de la agencia (ep. #4-5, 7, 10, 12)
- Ha Do-kwon como un terapeuta de meditación (ep. #20)
- Jang Yoon-ju como ella misma, modelo de alta costura.[11]

## Producción
- Go Joon-hee fue elegida inicialmente como Min Ye-rin, pero se retiró de la serie.[12]
- El papel principal masculino fue ofrecido a Eric Mun, pero él se negó.[13]

## Índices de audiencia
En esta tabla, los números azules representan las calificaciones más bajas y los rojos las más altas. NR indica que la serie no se clasificó entre las veinte más vistas del día. ND indica que no hay datos disponibles. 
| Ep.      | Fecha original de emisión | Audiencia   | Audiencia   |
| Ep.      | Fecha original de emisión | AGB Nielsen | AGB Nielsen |
| Ep.      | Fecha original de emisión | Nacional    | Seúl        |
| -------- | ------------------------- | ----------- | ----------- |
| 1        | 3 de junio de 2019        | 5.0% (19.ª) | 5.5% (18.ª) |
| 2        | 3 de junio de 2019        | 6.4% (11.ª) | 7.0% (9.ª)  |
| 3        | 4 de junio de 2019        | 6.0% (11.ª) | 6.1% (10.ª) |
| 4        | 4 de junio de 2019        | 7.2% (7.ª)  | 8.0% (5.ª)  |
| 5        | 10 de junio de 2019       | 5.4% (17.ª) | 5.6% (17.ª) |
| 6        | 10 de junio de 2019       | 6.6% (11.ª) | 7.3% (8.ª)  |
| 7        | 11 de junio de 2019       | 5.9% (11.ª) | 6.4% (9.ª)  |
| 8        | 11 de junio de 2019       | 6.8% (6.ª)  | 7.6% (6.ª)  |
| 9        | 17 de junio de 2019       | 4.9% (17.ª) | 5.3% (19.ª) |
| 10       | 17 de junio de 2019       | 6.4% (11.ª) | 7.0% (8.ª)  |
| 11       | 18 de junio de 2019       | 4.8% (NR)   | ND          |
| 12       | 18 de junio de 2019       | 6.7% (9.ª)  | 6.9% (12.ª) |
| 13       | 24 de junio de 2019       | 4.3% (NR)   | ND          |
| 14       | 24 de junio de 2019       | 6.1% (15.ª) | 6.3% (12.ª) |
| 15       | 25 de junio de 2019       | 5.3% (19.ª) | 5.6% (16.ª) |
| 16       | 25 de junio de 2019       | 6.9% (9.ª)  | 7.2% (8.ª)  |
| 17       | 1 de julio de 2019        | 4.0% (NR)   | ND          |
| 18       | 1 de julio de 2019        | 5.0% (18.ª) | 5.3% (16.ª) |
| 19       | 2 de julio de 2019        | 4.4% (NR)   | ND          |
| 20       | 2 de julio de 2019        | 5.2% (17.ª) | 5.3% (16.ª) |
| 21       | 8 de julio de 2019        | 4.2% (NR)   | ND          |
| 22       | 8 de julio de 2019        | 4.7% (NR)   | ND          |
| 23       | 9 de julio de 2019        | 4.3% (NR)   | ND          |
| 24       | 9 de julio de 2019        | 4.9% (NR)   | ND          |
| 25       | 15 de julio de 2019       | 3.7% (NR)   | ND          |
| 26       | 15 de julio de 2019       | 4.7% (20.ª) | ND          |
| 27       | 16 de julio de 2019       | 4.7% (NR)   | 4.9% (20.ª) |
| 28       | 16 de julio de 2019       | 5.3% (16.ª) | 5.8% (14.ª) |
| 29       | 22 de julio de 2019       | 4.4% (NR)   | ND          |
| 30       | 22 de julio de 2019       | 5.2% (18.ª) | ND          |
| 31       | 23 de julio de 2019       | 4.6% (NR)   | 4.7% (19.ª) |
| 32       | 23 de julio de 2019       | 5.9% (15.ª) | 6.3% (13.ª) |
| Promedio | Promedio                  | 5.3%        | —           |

## Premios y nominaciones
| Año  | Premio                  | Categoría                                   | Candidato                  | Resultado | Ref.          |
| ---- | ----------------------- | ------------------------------------------- | -------------------------- | --------- | ------------- |
| 2019 | 12th Korea Drama Awards | Premio a la excelencia, Actor               | Shin Sung-rok              | Nominado  | [ 15 ] [ 16 ] |
| 2019 | KBS Drama Awards        | Premio a la excelencia, Actor en miniserie  | Shin Sung-rok              | Nominado  |               |
| 2019 | KBS Drama Awards        | Premio a la excelencia, Actriz en miniserie | Ko Won-hee                 | Nominada  |               |
| 2019 | KBS Drama Awards        | Mejor actriz de reparto                     | Ha Jae-sook                | Ganadora  | [ 17 ]        |
| 2019 | KBS Drama Awards        | Premio Netizen, Actor                       | Shin Sung-rok              | Nominado  |               |
| 2019 | KBS Drama Awards        | Premio Netizen, Actriz                      | Ko Won-hee                 | Nominada  |               |
| 2019 | KBS Drama Awards        | Mejor pareja                                | Shin Sung-rok y Ko Won-hee | Nominados |               |